# 1515
Năm 1515 (số La Mã: MDXV) là một năm thường bắt đầu vào thứ hai (liên kết sẽ hiển thị đầy đủ lịch) trong lịch Julius.

## Sự kiện

### Tháng 1-tháng 6
- 25 tháng 1 - Đức Phanxicô I của Pháp lên ngôi (r. Cho đến năm 1547).
- Ngày 13 tháng 5 - Mary Tudor, Nữ hoàng Pháp và Charles Brandon, Công tước thứ nhất của Suffolk, đã chính thức kết hôn tại Greenwich (gần London).
- Ngày 13 tháng 6 - Trận chiến Turnadag: Quân đội của Ottoman sultan Selim I đánh bại beylik của Dulkadir dưới thời Bozkurt của Dulkadir.

### Tháng 7-tháng 12
- Ngày 2 tháng 7 - Trường học ngữ pháp Manchester được Hugh Oldham, trường học ngữ pháp miễn phí đầu tiên ở Anh ủng hộ.
- 22 tháng 7 - Tại Đại hội đầu tiên của Vienna, một đám cưới đôi diễn ra theo thỏa thuận xi măng. Louis, con trai duy nhất của Vua Vladislaus II của Hungary, kết hôn với Mary của Áo, cháu gái của Maximilian I, Hoàng đế La Mã thần thánh; và anh trai của Mary, Archduke Ferdinand, kết hôn với con gái của Vladislaus, Anna.
- 25 tháng 8 - Conquistador Diego Velázquez de Cuéllar thành lập Havana, Cuba.
- Ngày 13 - 14 tháng 9 - Trận Marignano: Quân đội của Francis I của Pháp đánh bại người Thụy Sĩ, nhờ sự xuất hiện kịp thời của một đội quân Venice. Đức Phanxicô khôi phục quyền kiểm soát Milan của Pháp.
- 15 tháng 11 - Thomas Wolsey được đầu tư như một Hồng y.
- 24 tháng 12 - Thomas Wolsey được mệnh danh là Thủ tướng của nước Anh.

### Ngày chưa biết
- Đức Hồng Y Wolsey ra lệnh xây dựng để bắt đầu những gì sẽ trở thành nơi cư trú mùa hè trong tương lai của Henry VIII, Hampton Court Palace.
- Bartolomé de las Casas kêu gọi Ferdinand II của Aragon chấm dứt chế độ nô lệ Amerindian, và khuyến nghị các thị trấn tự do thử nghiệm.
- Người Bồ Đào Nha là những người châu Âu đầu tiên đổ bộ lên đảo Timor.
- Tê giác của Dürer bị cắt.
- Henry Cornelius Agrippa trở lại miền Bắc nước Ý.

Anne Parr, Nữ bá tước Pembroke
Anne của nữ thần
Mary của Bourbon
Mary của Guise
- Ngày 1 tháng 1 - Johann Weyer, bác sĩ người Hà Lan (m. 1588)
- 4 tháng 2 - Mikołaj "the Black" Radziwiłł, ông trùm Ba Lan (d. 1565)
- 14 tháng 2 - Frederick III, Elector Palatine, người cai trị từ nhà của Wittelsbach (m. 1576)
- 18 tháng 2 - Valerius Cordus, bác sĩ, nhà thực vật học và tác giả người Đức (d. 1544)
- 10 tháng 3 - Injong of Joseon, vị vua thứ 12 của triều đại Joseon của Hàn Quốc (m. 1545)
- 12 tháng 3 - Caspar Othmayr, linh mục Tin lành, nhà thần học và nhà soạn nhạc người Đức (d. 1553)
- 28 tháng 3 - Teresa of Ávila, nữ tu, nhà thơ và thánh của Tây Ban Nha (d. 1582)
- 2 tháng 5 - Sibylle of Sachsen, Nữ công tước xứ Saxe-Lauenburg (m. 1592)
- Ngày 12 tháng 5
  - Christoph, Công tước xứ Wurm (1550 Từ1568) (ngày 1568)
  - Gilbert Kennedy, Bá tước thứ 3 của Cassilis, chính trị gia và thẩm phán người Scotland (m. 1558)
- 15 tháng 6 - Anne Parr, Nữ bá tước Pembroke, nữ bá tước người Anh (m. 1552)
- Ngày 4 tháng 7 - Eleonora d'Este, người phụ nữ quý tộc F Địa Trung Hải (m. 1575)
- 10 tháng 7 - Francisco de Toledo, Viceroy của Peru

(m. 1582)
- 14 tháng 7 - Philip I, Công tước xứ Pomerania -Wolgast (m. 1560)
- 21 tháng 7 - Philip Neri, vị thánh Công giáo La Mã người Ý (m. 1595)
- 8 tháng 9 - Alfonso Salmeron, học giả Kinh thánh Tây Ban Nha và Dòng Tên đầu tiên (m. 1585)
- 22 tháng 9 - Anne of Cleves, Nữ hoàng thứ tư của Henry VIII của Anh (m. 1557)
- 4 tháng 10 - Lucas Cranach the Younger, họa sĩ người Đức (m. 1586)
- Ngày 7 tháng 10 - Infante Duarte, Công tước xứ Guimarães, con trai của Vua Manuel I của Bồ Đào Nha (m. 1540)
- 8 tháng 10 - Margaret Douglas, con gái của Archibald Douglas (m. 1578)
- 15 tháng 10 - Leone Strozzi, đô đốc hải quân Pháp

(m. 1554)
- 29 tháng 10
  - Vincenzo Borghini, nhà sư người Ý (m. 1580)
  - Mary of Bourbon, con gái của Charles, Công tước xứ Vendôme (m. 1538)
- 22 tháng 11 - Mary of Guise, nữ hoàng của James V của Scotland và nhiếp chính của Scotland (m. 1560)
- 15 tháng 12 - Maria xứ Sachsen, Nữ công tước xứ Pomerania (m. 1583)
- ngày chưa biết
  - Gilbert Kennedy, Bá tước thứ 3 của Cassilis, người Scotland (d. 1558)
  - Sebastian Castellio, hiệu trưởng trường đại học Geneva (d. 1563)
  - Sehzade Mustafa, con trai đầu lòng của Suleiman the Magnificent của Mahidevran Sultan (m. 1553)
  - Cristóbal Acosta, bác sĩ và nhà sử học tự nhiên người Bồ Đào Nha (d. 1580)
  - Injong of Joseon, vị vua thứ 12 của triều đại Joseon của Hàn Quốc (m. 1545)
  - Pierre de la Ramée, học giả nhân văn người Pháp (m. 1572)
  - Thomas Seckford, Master of Requests for Elizabeth I of England (d. 1587)
  - Thomas Watson, giám mục Công giáo Anh (mất năm 1584)
- có thể xảy ra
  - Leonard Digges, nhà toán học và khảo sát người Anh (dc 1559)
  - Jean Maillard, nhà soạn nhạc người Pháp
  - Laurence Nowell, người cổ xưa người Anh (m. 1571)
  - Cipriano de Rore, nhà soạn nhạc và giáo viên Flemish (m. 1565)
  - Nicholas Throckmorton, nhà thờ người Anh, trụ trì cuối cùng của Westminster (m. 1571)
  - John Willock, nhà cải cách người Scotland (m. 1585)

## Sinh
- 28 tháng 3 – Teresa xứ Ávila, một nhà thần học nổi tiếng người Tây Ban Nha của Giáo hội Công giáo Rôma (m. 1582)

## Mất
Vua Louis XII của Pháp
Afonso de Albuquerque
- Ngày 1 tháng 1 - Vua Louis XII của Pháp(sinh năm 1462)
- 6 tháng 2 - Aldus Manutius, máy in Venetian (bc 1449)
- 16 tháng 3 - Nữ hoàng Janggyeong, phối ngẫu hoàng gia Hàn Quốc (sinh năm 1491)
- 15 tháng 4 - Mikołaj Kamieniecki, nhà quý tộc Ba Lan (szlachcic) và Đại Hetman đầu tiên của Vương miện (sinh năm 1460)
- 13 tháng 6 - Alaüddevle Bozkurt, Bey của Anatilian Dulkadir
- 4 tháng 9 - Barbara of Brandenburg, nữ hoàng Bohemian (sinh năm 1464)
- 9 tháng 9 - Joseph Volotsky, nhà tư tưởng sinh mổ của Giáo hội Chính thống Nga
- Tháng 10 - BartolomeoHotellviano, tướng Venice (sinh năm 1455)
- Ngày 5 tháng 11 - Mariotto Albertinelli, họa sĩ người Ý (sinh năm 1474)
- Ngày 2 tháng 12 - Gonzalo Fernández de Córdoba, tướng quân và chính khách Tây Ban Nha (sinh năm 1453)
- Ngày 16 tháng 12 - Afonso de Albuquerque, tướng hải quân Bồ Đào Nha (sinh năm 1453)
- Ngày 18 tháng 12 - Alexander Stewart, Công tước xứ Ross, hoàng tử Scotland (sinh năm 1514)
- ngày chưa biết
  - Giocondo, tu sĩ người Ý, kiến trúc sư và học giả cổ điển (bc 1433 ở Verona)
  - Eoghan Mac Cathmhaoil, Giám mục Clogher của Ireland từ năm 1505
  - Tôi là Giray, khan của Crimean Khanate (sinh năm 1445)
  - Pietro NgànhRonaldo, nhà điêu khắc và kiến trúc sư thời Phục hưng Ý (sinh năm 1435 tại Carona (Ticino))
  - Nezahualpilli, triết gia Aztec (sinh năm 1464)
  - Alonso de Ojeda, conquistador Tây Ban Nha (sinh năm 1466)
- có thể xảy ra - Vincenzo Foppa, họa sĩ thời Phục hưng Ý (sinh năm 1430)
  - Quilago, nữ hoàng tàn dư của Nam Kỳở Ecuador (sinh năm 1490)